# Ripstarr
Ripstarr (Carex lachenalii) är ett halvgräs som förekommer i norra Europa, Asien och Nordamerika, samt på Nya Zeeland, som blir mellan 10 och 40 centimeter hög. Den har 2-5 ax där alla har en hanblomma vid basen. Axfjällen är bruna. Tämligen stor variation av utseendet kan förekomma inom arten.

## Etymologi
Lachenalii syftar den schweiziske professorn Werner de la Chenal.